# Brachythecium populeum
Brachythecium populeum är en bladmossart som först beskrevs av Jules Cardot, och fick sitt nu gällande namn av Noriwo Takaki 1955. Brachythecium populeum ingår i släktet gräsmossor, och familjen Brachytheciaceae. Inga underarter finns listade i Catalogue of Life.

## Bildgalleri

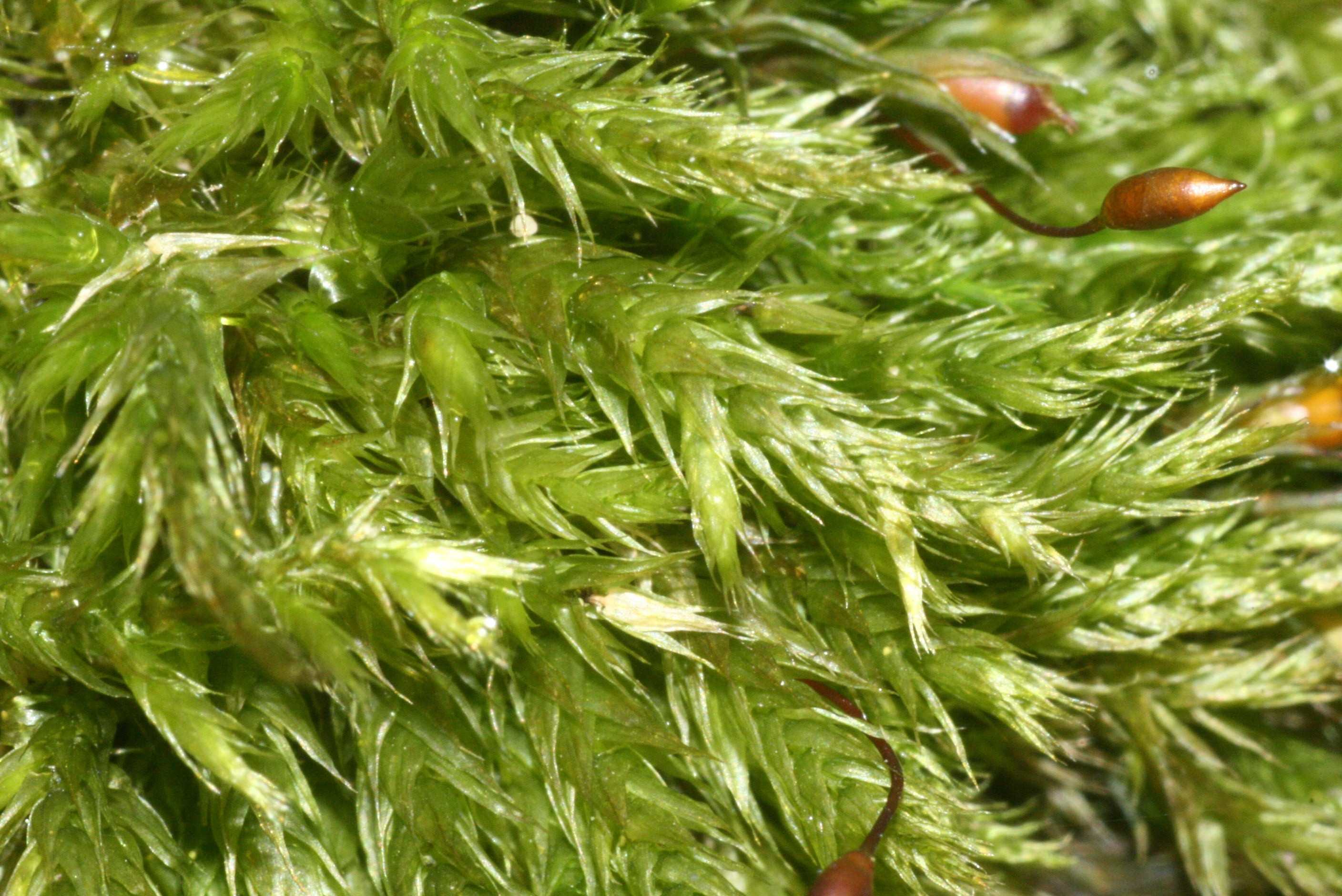
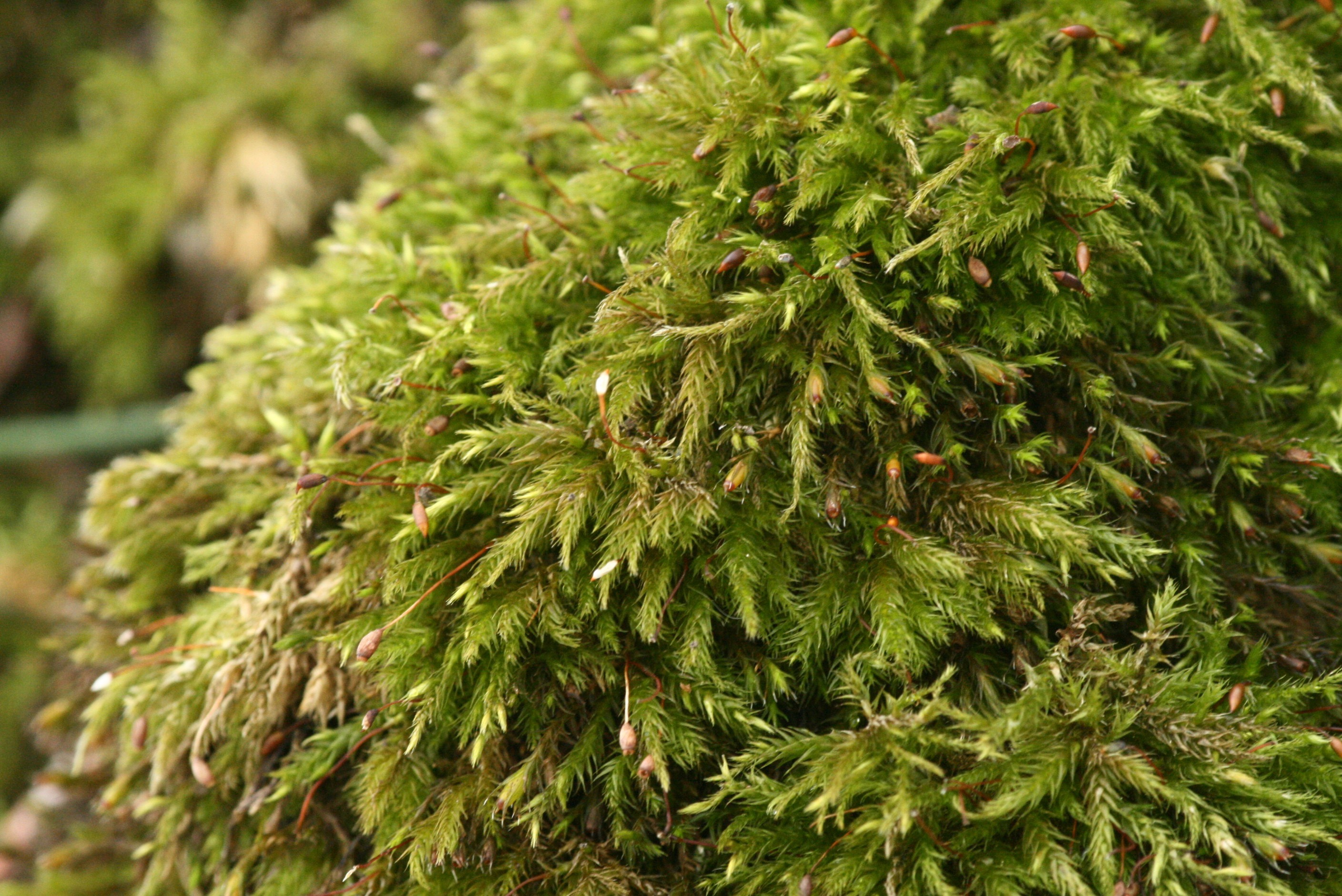
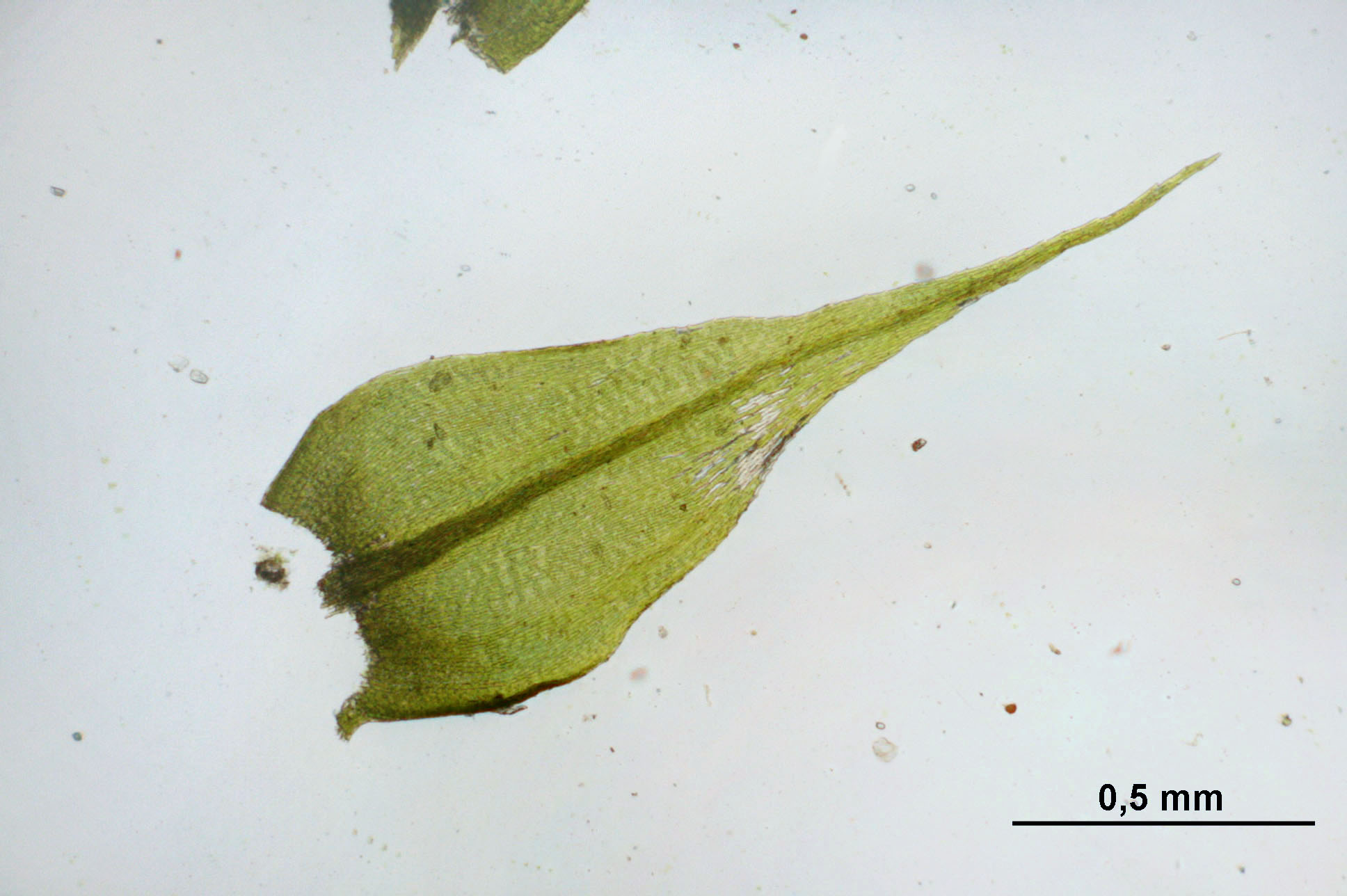
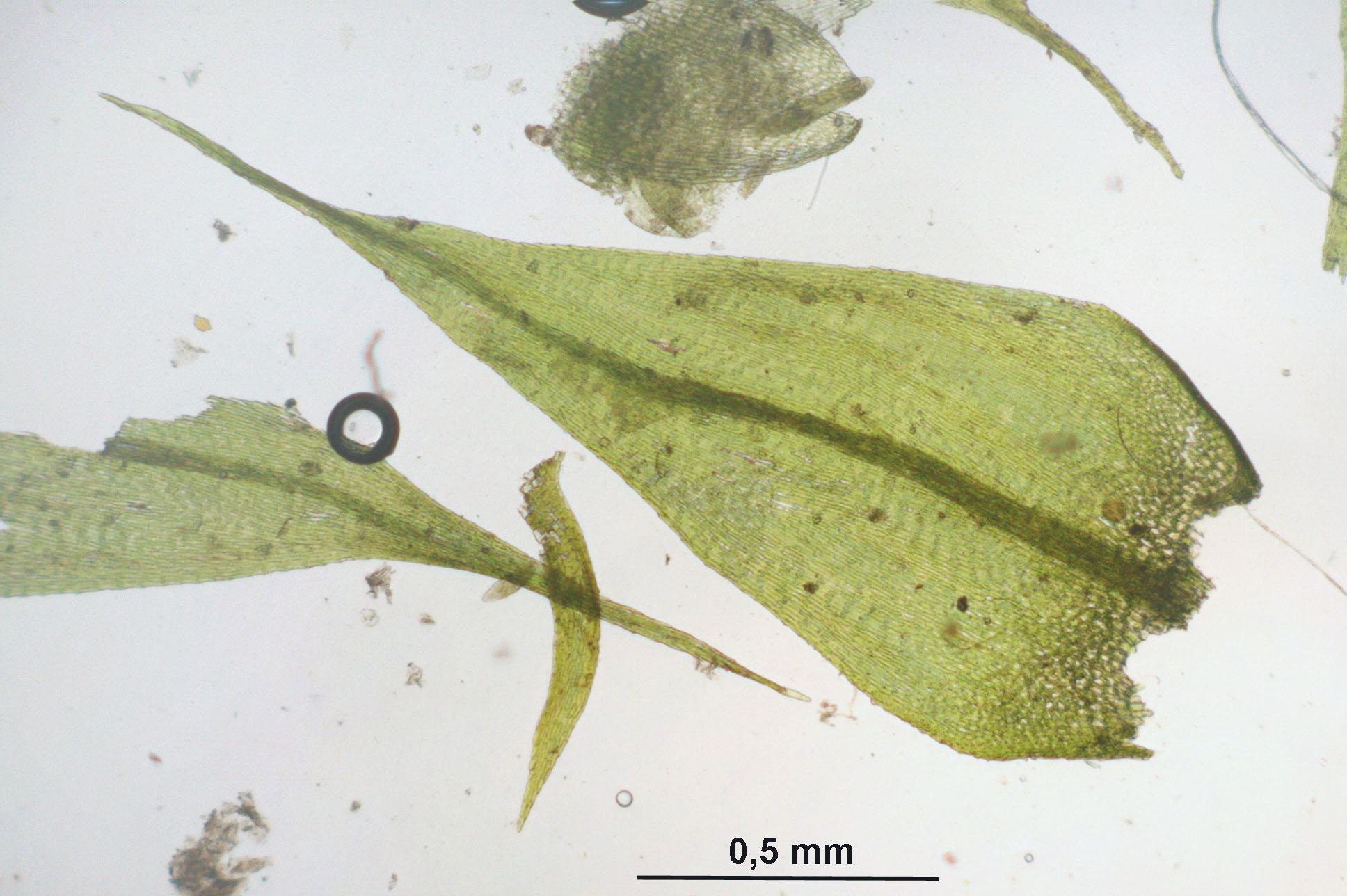